# Echinodontium tinctorium
Echinodontium tinctorium är en svampart som först beskrevs av Ellis & Everh., och fick sitt nu gällande namn av Ellis & Everh. 1900. Echinodontium tinctorium ingår i släktet Echinodontium och familjen Echinodontiaceae.   Inga underarter finns listade i Catalogue of Life.